# Sens
Sens (francoska izgovorjava: [sɑ̃s]) je občina v departmaju Yonne v regiji Burgundija-Franche-Comté v severni osrednji Franciji, 120 km od Pariza. Leta 2019 je v njej živelo 26.688 prebivalcev.
Sens je podprefektura in drugo mesto departmaja, šesto v regiji. Prečkata jo reki Yonne in Vanne, ki se tu izliva v Yonne.

## Zgodovina
Mesto naj bi bilo eno od oppidumov ('mesto') Senonov, enega najstarejših keltskih plemen v Galiji. To je večkrat omenil kot Agedincum Julij Cezar v svojih Commentarii de bello Gallico. 
Rimsko mesto je bilo zgrajeno v 1. stoletju pr. n. št. in še danes ohranja okostje rimskega načrta ulic. Amijan Marcelin je to mesto omenil kot Senones (oppidum Senonas), kjer se so Alemani več mesecev oblegali kasnejšega cesarja Julijana. Sens ni postal upravno središče vse do reorganizacije Rimskega cesarstva leta 375, ko je postal glavno mesto Lugdunske Galije (Lugdunensis Quarta).
V srednjem veku so njegovi nadškofi imeli prestižno vlogo primasa Galije in Nemčije. Hôtel de Sens v Parizu je bil njihovo uradno prebivališče v tem mestu. Nadškofija Sens je vladala nad škofijami Chartres, Auxerre, Meaux, Pariz, Orléans, Nevers in Troyes, povzeto v kratici CAMPONT.
Od leta 1135 je bila stolnica v Sensu, posvečena svetemu Štefanu, grajena kot ena od prvih gotskih stolnic. Tam se je leta 1234 Ludvik IX. Francoski poročil z Margareto Provansalsko. V Sensu se je odvilo sojenje Pierru Abélardu (1079–1142), ob Senskem koncilu 1141. Papež Aleksander III. je nekaj časa preživel v mestu in tudi Tomaž Becket je del svojega izgnanstva preživel tukaj med letoma 1162 in 1165. Nadškofija Sens je gostila številne cerkvene koncile in tam je bil posvečen prvi nadškof Upsalle. Viljem iz Sensa je bil glavni arhitekt Canterburyjske stolnice.
V času verskih vojn je Sens doživljal težke čase.
Mesto je nazadovalo po tem, ko je  bil Pariz leta 1622 povzdignjen v nadškofijo. Od leta 2002 je Sens ostaja nadškofija (čeprav sedež v Auxerreju od leta 1929?), vendar brez metropolitanske funkcije (brez palija ali pritožb zaradi poroke).
Kljub ustvarjanju novih regij je Sens še naprej predmet pariškega sodišča.

## Geografija
Kraj leži v severni Burgundiji ob sotočju rek Yonne in Vanne, 73 km severozahodno od Auxerra in 120 km iz Pariza.

## Administracija
Sens je sedež dveh kantonov, ustanovljenih ob reorganizaciji francoskih kantonov, ki je začela veljati marca 2015. Sedež je v Sensu. To sta:
- Sens-1: vsebuje občine Saint-Clément, Saint-Martin-du-Tertre, Sens (del)
- Sens-2: vsebuje občine Gron, Maillot, Malay-le-Grand, Paron, Rosoy, Sens (del)

Okrožje Sens ima 118 občin. Prebivalcev je bilo 131.368 (2016), površina je znašala 1.916,8 km².

## Zanimivosti
- gotska stolnica svetega Štefana (francosko Cathédrale Saint-Étienne de Sens) iz sredine 12. stoletja je ena najzgodnejših gotskih stavb v Franciji, končana v 16. stoletju,
- nadškofijska palača,
- cerkev svetega Mavricija.

## Pomembni meščani
- Joseph ben Nathan Official, francosko-judovski kontroverznež. V 13. stoletju je živel verjetno v Sensu.
- Samo, domnevni trgovec iz frankovskega ozemlja, nato pa od leta 623 dalje kralj, vojvoda oziroma knez tako imenovane Samove plemenske zveze (Sens je eno od dveh domnevnih rojstnih mest, drugo je Soignies).
- Tomaž Becket, Canterburyjski nadškof. Leta 1164 se je zatekel v Sens, kjer je bil papež Aleksander III.
- Louis Jacques Thénard, francoski kemik, izobražen na akademiji Sens.
- Samson ben Abraham, Rabin iz 12. stoletja in pomemben Tosafist.
- Jacques Almain (umrl 1515), znan teolog Collège de Navarre, znan po zagovarjanju sprav, se je rodil v Sensu
- Victor Scipion Charles Auguste de La Garde de Chambonas, župan Sensa, brigadni general in francoski zunanji minister, na začetku francoske revolucije.
- Sens je domnevno rojstno mesto arhitekta Viljema iz Sensa iz 12. stoletja.

## Pobratena mesta
- Chester (Anglija, Združeno kraljestvo),
- Lörrach (Nemčija),
- Senigallia (Italija),
- Višgorod (Ukrajina),
- Fafe, Portugalska